# رده‌بندی تیمی در تور دو فرانس
رده‌بندی تیمی در تور دو فرانس یک جایزه در تور دو فرانس است که به بهترین تیم مسابقه داده می‌شود. این جایزه از ۱۹۳۰ برقرار شده و نحوهٔ محاسبهٔ آن در طی سال‌ها تغییر کرده‌است. برای این رده‌بندی هیچ پیراهن رنگی وجود ندارد، ولی شماره‌های روی پیراهن اعضای تیمی که رهبر رده‌بندی تیمی است، به جای زمینهٔ سفید، روی زمینهٔ زرد نوشته می‌شود.

## محاسبه
در سال ۲۰۱۶، رده‌بندی تیمی بر پایه مجموع زمان سه نفر برتر تیم در هر مرحله محاسبه می‌شود و از جایزه‌ها و جریمه‌های زمانی چشم‌پوشی می‌شود. در تایم تریل تیمی، زمان پنجمین نفری که از خط پایان بگذرد، به عنوان زمان تیم ثبت می‌شود. اگر تعداد اعضای تیم کمتر از ۵ نفر باشد، زمان آخرین نفر در نظر گرفته می‌شود. تیمی که کمتر از ۳ رکابزن داشته‌باشد، از این رده‌بندی حذف می‌شود.

## تاریخچه
در سال‌های نخست برگزاری تور، رکابزنان به صورت انفرادی شرکت می‌کردند. آن‌ها می‌توانستند حامی مالی داشته‌باشند، ولی نمی‌بایست به صورت تیمی کار کنند؛ زیرا انری دسگرانژ، سازمان‌دهندهٔ تور، قصد داشت قدرت شخصی در تور نشان داده شود. در آن سال‌ها رکابزنان می‌توانستند بدون حامی مالی نیز در مسابقه شرکت کنند و در سال‌های مختلف، با نام‌های گوناگونی دسته‌بندی می‌شدند.
در ۱۹۳۰، دسگرانژ از ایدهٔ مسابقهٔ انفرادی منصرف شد و تیم‌های واقعی شکل گرفت؛ هرچند که هم‌چنان رکابزنان تنها می‌توانستند در تیم‌های کشوری قرار گیرند. این وضعیت تا سال ۱۹۶۱ و در دو سال ۱۹۶۷ و ۱۹۶۸ ادامه داشت. در دوره‌های ۱۹۶۲ تا ۱۹۶۶ و از ۱۹۶۹ به بعد، تیم‌های دارای حامی مالی وارد مسابقه شدند.
در معرفی تیم‌ها در ۱۹۳۰ جایزه‌ای برای برندهٔ تیمی معرفی شد. رده‌بندی بر پایهٔ مجموع زمان سه نفر برتر هر تیم در رده‌بندی اصلی محاسبه شد.
در ۱۹۶۱، نحوهٔ محاسبه تغییر کرد. رده‌بندی تیمی تبدیل به سیستم امتیازی شد، به گونه‌ای که هر تیم به ازای بهترین زمان تیمی در هر مرحله، یک امتیاز به دست می‌آورد و تیم دارای بیشترین امتیاز، برندهٔ رده‌بندی تیمی بود. در ۱۹۶۳ وضعیت به رده‌بندی زمانی برگشت. در دههٔ ۱۹۷۰ شیوهٔ دیگری برای محاسبه به کار گرفته شد. پس از هر مرحله، رکابزنان امتیازی معادل رتبهٔ خود به دست می‌آوردند. تیم دارای کمترین امتیاز، رهبر رده‌بندی تیمی شناخته می‌شد.
تا ۱۹۹۰، رهبر رده‌بندی تیمی با کلاه زرد شناخته می‌شد. از ۲۰۰۶ اعضای بهترین تیم، شماره‌های سیاه روی زمینهٔ زرد پشت پیراهن خود نصب می‌کند. از ۲۰۱۲ به تیم برتر اجازه داده شد که از کلاه ایمنی زرد استفاده کند.

## برندگان
| سال  | تیم       |
| ---- | --------- |
| ۱۹۳۰ | فرانسه    |
| ۱۹۳۱ | بلژیک     |
| ۱۹۳۲ | ایتالیا   |
| ۱۹۳۳ | فرانسه    |
| ۱۹۳۴ | فرانسه    |
| ۱۹۳۵ | بلژیک     |
| ۱۹۳۶ | بلژیک     |
| ۱۹۳۷ | فرنسه     |
| ۱۹۳۸ | بلژیک     |
| ۱۹۳۹ | بلژیک B   |
| ۱۹۴۷ | ایتالیا   |
| ۱۹۴۸ | بلژیک A   |
| ۱۹۴۹ | ایتالیا A |
| ۱۹۵۰ | بلژیک A   |
| ۱۹۵۱ | فرانسه    |
| ۱۹۵۲ | ایتالیا   |
| ۱۹۵۳ | هلند      |
| ۱۹۵۴ | سوئیس     |
| ۱۹۵۵ | فرانسه    |
| ۱۹۵۶ | بلژیک     |

| سال  | تیم                           |
| ---- | ----------------------------- |
| ۱۹۵۷ | فرانسه                        |
| ۱۹۵۸ | بلژیک                         |
| ۱۹۵۹ | بلژیک                         |
| ۱۹۶۰ | فرانسه                        |
| ۱۹۶۱ | فرانسه                        |
| ۱۹۶۲ | سن-رافائل–هیت–هاتچینسون       |
| ۱۹۶۳ | سن-رافائل–ژیتان–آر. جیمینیانی |
| ۱۹۶۴ | پلفورت–سوواژ–لوژان            |
| ۱۹۶۵ | کاس–کاسکول                    |
| ۱۹۶۶ | کاس–کاسکول                    |
| ۱۹۶۷ | فرانسه                        |
| ۱۹۶۸ | اسپانیا                       |
| ۱۹۶۹ | فائما                         |
| ۱۹۷۰ | سالوارانی                     |
| ۱۹۷۱ | بیک                           |
| ۱۹۷۲ | فاگور-مرسیه-هاچینسون          |
| ۱۹۷۳ | بیک                           |
| ۱۹۷۴ | کاس–کاسکول                    |
| ۱۹۷۵ | گان-مرسیه-هاچینسون            |
| ۱۹۷۶ | کاس–کامپانولو                 |

| سال  | تیم                    |
| ---- | ---------------------- |
| ۱۹۷۷ | تی‌آی-رالی              |
| ۱۹۷۸ | میکو-مرسیه-ویواژل      |
| ۱۹۷۹ | رنو–ژیتن               |
| ۱۹۸۰ | میکو-مرسیه-ویواژل      |
| ۱۹۸۱ | پژو–اسو–میشلن          |
| ۱۹۸۲ | میکو-مرسیه-ویواژل      |
| ۱۹۸۳ | تی‌آی-رالی              |
| ۱۹۸۴ | رنو–الف                |
| ۱۹۸۵ | لا وی کلر              |
| ۱۹۸۶ | لا وی کلر              |
| ۱۹۸۷ | سیستم یو               |
| ۱۹۸۸ | پی‌دی‌ام-اولتیما-کونکورد |
| ۱۹۸۹ | پی‌دی‌ام-کونکورد         |
| ۱۹۹۰ | زی–توماسو              |
| ۱۹۹۱ | بانستو                 |
| ۱۹۹۲ | کاررا جینز–واگابوند    |
| ۱۹۹۳ | کاررا جینز–تاسونی      |
| ۱۹۹۴ | فستینا–لوتوس           |
| ۱۹۹۵ | اونسه                  |
| ۱۹۹۶ | فستینا–لوتوس           |

| سال  | تیم               |
| ---- | ----------------- |
| ۱۹۹۷ | تیم تلکام         |
| ۱۹۹۸ | کوفیدیس           |
| ۱۹۹۹ | بانستو            |
| ۲۰۰۰ | کلمه-کوستا بلانکا |
| ۲۰۰۱ | کلمه-کوستا بلانکا |
| ۲۰۰۲ | اونسه–اروسکی      |
| ۲۰۰۳ | تیم سی‌اس‌سی        |
| ۲۰۰۴ | تیم تی-موبایل     |
| ۲۰۰۵ | تیم تی-موبایل     |
| ۲۰۰۶ | تیم تی-موبایل     |
| ۲۰۰۷ | دیسکاوری چنل      |
| ۲۰۰۸ | سی‌اس‌سی ساکسو بانک |
| ۲۰۰۹ | آستانه            |
| ۲۰۱۰ | تیم ریدیوشک       |
| ۲۰۱۱ | گارمین–سرولو      |
| ۲۰۱۲ | ریدیوشک–نیسان     |
| ۲۰۱۳ | ساکسو-تینکوف      |
| ۲۰۱۴ | آژ۲آر لا موندیال  |
| ۲۰۱۵ | موویستار          |
| ۲۰۱۶ | موویستار          |
| ۲۰۱۷ | تیم اسکای         |

## توضیحات
1. 1 2 3 4  در برخی سال‌ها کشورهایی بودند که چند تیم را در مسابقه شرکت می‌دادند. در سال ۱۹۳۹ بلژیک دو تیم داشت و تیم دومش برندهٔ تور شد. در سال‌های ۱۹۴۸ و ۱۹۵۰ نیز با تیم اولش برنده شد. در سال ۱۹۴۹ ایتالیا دو تیم داشت و تیم اولش برنده شد.